# Scalmatica albofasciella
Scalmatica albofasciella är en fjärilsart som beskrevs av Henry Tibbats Stainton 1859. Scalmatica albofasciella ingår i släktet Scalmatica och familjen äkta malar. Inga underarter finns listade.